# 機器人與帝國
《機器人與帝國》（Robots and Empire）是美国作家艾薩克·阿西莫夫（Isaac Asimov）最後一本機器人系列小說。故事設定在上一本機器人小說 《曙光中的機械人》（The Robots of Dawn）二百年之後。

## 内容简介
伊利亞．貝萊死後两百年間，地球人重起太空殖民，使用超光速科技抵達比早先的太空族外世界更遙遠的星球，在太空中的势力不断壮大，太空族则漸趨沒落。新的地球殖民者自稱為移民者而非太空族，將地球視為母星。
貝萊先前的愛人，Gladia Delmarre，是一位移居到奧羅拉的長壽的索拉利人。索拉利星是太空族建立的第五十個家園，但現在已經沒有人類，只剩下數以百萬計的机器人。地球移民者的太空船至索拉利星，打算捕取現在應該無主人的機器人，卻被摧毀了。巴萊的第七代子孫丹尼爾．吉斯卡．巴萊（Daneel Giskard ('D.G.') Baley）藉由格拉迪亞的幫助，抵達索拉利星調查此事件。機器人丹尼爾．奧力瓦與機器人季斯卡．雷文特洛福陪同格拉迪亞一同前往。這兩位機器人都是由漢．法斯托夫博士創造的，在他的遺囑裡送給了格拉迪亞。只有丹尼爾知道機．季斯卡．雷文特洛福擁有心靈感應能力。

同時丹尼爾與吉斯卡正與法斯托夫博士的競爭對手——機器人專家開爾登．阿馬迪羅、法斯托夫與其關係不佳的的女兒法希莉亞．阿蓮娜——鬥智。由於遭受一系列失敗而沮喪，阿馬迪羅收入了一個具有野心而狂妄的學徒李弗拉．曼達姆斯，他計劃用一種新開發的武器“核增強器”來摧毀地球人類：這武器可以加速地球表淺地殼的自然放射性衰變，使地球表面具有放射性。 丹尼爾與吉斯卡正發現了機器人專家的計劃並試圖阻止阿馬迪羅，但他們受到機器人第一法則的限制：機器人不可傷人，或是因為不作為而使人遭受傷害。
這使得兩個機器人無法直接攻擊阿馬迪羅。不過丹尼爾與季斯卡同時又推演出了機器人第零法則：機器人不可傷害人類，或是因為不作為而使人類遭受傷害。

如果機器人能夠利用心靈感應解除第一法則的抑制，他們或許可以戰胜阿馬迪羅。當法希莉亞指出吉斯卡有心靈感應能力（先前是由她自己創造的）時，吉斯卡被迫操縱她的思想，讓她忘記他的心靈感應能力。這兩個機器人發現阿馬迪羅和曼達姆斯位於地球原賓夕法尼亞州三哩島核電站所在地。在阿馬迪羅承認他們的計劃後，吉斯卡用新推演出的機器人第零法則，改變了阿馬迪羅的大腦；但這樣做也對他自己有影響。
曼達姆斯聲稱他打算將放射性災難拖延數十年，而不是阿馬迪羅想要的僅僅幾年。而吉斯卡認為人類最好放棄地球，因而允許曼達姆斯這樣做，並消除了曼達姆斯的記憶。吉斯卡正確地預測，迫使人類離開地球，將可讓人類全體重得活力，新的移民者將在太空中到處殖民，直到星際殖民地的所有政府組成一個“銀河帝國”。雖然遵從第零定律，但由於違反了第一定律，而且此作法對於人類的益處並不確定，吉斯卡的正電子腦出現了很快致命的故障，但設法將他的心靈感應能力賦予了丹尼爾，并嘱托丹尼尔利用机器人第零法则，守护人类以及银河系。。